# EtaG
L'etaG è un valore assunto nei calcoli relativi al contenimento energetico degli edifici, come prescritti dalle relative leggi (Legge 10/1991 «Norme per l'attuazione del Piano energetico nazionale in materia di uso razionale dell'energia, di risparmio energetico e di sviluppo delle fonti rinnovabili di energia»; D.Lgs. n. 192/05 e D.Lgs 311/06 in recepimento della Direttiva della Comunità Europea 2002/91).
Come da legge 10, l'etaG è definito come il valore del rendimento globale medio stagionale definito all'art. 5, comma 1.
{\displaystyle \eta _{g}=(65+3\log {Pn})\%}
dove log Pn è il logaritmo in base 10 della potenza utile nominale del generatore o del complesso dei generatori di calore al servizio del singolo impianto termico, espressa in kW.
Da non confondere con ETAG, European Technical Approval Guidelines, acronimo relativo a documenti che forniscono orientamenti su come accertare e valutare le caratteristiche specifiche di un prodotto da costruzione.